# バーニー・ドレイファス

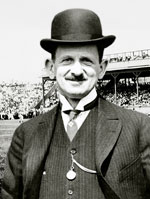
バーニー・ドレイファス

バーニー・ドレイファス（Bernhard "Barney" Dreyfuss, 1865年2月23日 - 1932年2月5日）は、1890年～1930年代に活躍したメジャーリーグベースボールの球団経営者。
旧名は「ベルンハルト・ドライフス」。ドイツ南西部のバーデン＝ヴュルテンベルク州フライブルク・イム・ブライスガウで生まれた。1900年から1932年までピッツバーグ・パイレーツのオーナーとして野球の近代化に寄与、2008年にアメリカ野球殿堂入りした。

## 来歴・人物
父サミュエル（ザムエル・ドライフス）は1861年頃にはユダヤ系ドイツ人として、アメリカ合衆国の永住権を持っていた。少年時代はカールスルーエの銀行で研修を受けていたが、1881年、16歳の時に親類のベルンハルム家(Bernharm)を頼ってアメリカへ移住した。ベルンハルム家は1888年にケンタッキー州へ引越し、ドレイファスは1899年、34歳の時にナショナルリーグに所属していたルイビル・カーネルズの理事長となった。
しかし同年、ナショナルリーグは加盟球団を12から8に減らす縮小策を打ち出し、当時何度も最下位になるなど弱かったカーネルズは削減の対象となる。ドレイファスはルイビルに所属していた主力14選手をピッツバーグ・パイレーツに移籍させ、自らも翌1900年にパイレーツのオーナーとなった。当時のカーネルズはチームの成績こそ伸びなかったものの、その後アメリカ野球殿堂入りするホーナス・ワグナーやルーブ・ワッデル、監督のフレッド・クラークなどの有望な選手を抱えていた。これらの選手の移籍によって補強されたパイレーツは、ドレイファスがチームを所有していた1932年までの間に、計6度のリーグ制覇と、2度のワールドシリーズ制覇（1909年、1925年）を達成する強豪チームになる。ドレイファスはまた1903年から始まるワールドシリーズの開催に尽力し、1909年にはパイレーツの本拠地フォーブス・フィールドを新たに建設、フォーブス・フィールドは鉄骨とコンクリートによる近代的な球場のさきがけとなった。
1932年にオーナー在職のままニューヨークで死去。2008年にベテランズ委員会によりアメリカ野球殿堂入りした。